# Afromelanichneumon citripes
Afromelanichneumon citripes là một loài tò vò trong họ Ichneumonidae.